# Sousa sahulensis
Австралійський горбатий дельфін (Sousa sahulensis) — вид горбатих дельфінів родини Дельфінові (Delphinidae) і четвертий хронологічно визнаний вид горбатих дельфінів. Специфічна назва sahulensis походить від шельфу Сахул, який розташований між північною Австралією та південною Новою Гвінеєю, де зустрічаються австралійські горбаті дельфіни.
Науковий опис виду був опубліковано 31 липня 2014 року в журналі англ. Marine Mammal Science.
За оцінками, у 2015 році популяція цього вразливого виду становила 10 000 статевозрілих особин, причому чисельність скорочується через руйнування середовища існування.

## Зовнішній вигляд
Австралійські горбаті дельфіни дещо відрізняються від інших трьох видів горбатих дельфінів за загальною довжиною, кількістю зубів, хребців і географічним поширенням. Спинний плавець австралійського горбатого дельфіна нижчий і ширший, ніж в атлантичного (S. teuszii) та індоокеанського (S. plumbea)  горбатих дельфінів, а його забарвлення темно-сіре, тоді як його найближчий родич, індо-тихоокеанський горбатий дельфін (S. chinensis), має чітко виражене біле (часто з рожевим відтінком) забарвлення. Австралійський горбатий дельфін також має характерну темну особливість спини, що нагадує накидку.
Відомі розміри австралійських горбатих дельфінів коливаються від 1 до 2,7 м. Спинний плавець короткий, трикутної форми, без спинного «горба», який є характерним для атлантичних і індійських горбатих дельфінів. Тіло переважно темно-сірого кольору, боки переходять у світло-сірий колір. Діагональна лінія мису, що тягнеться трохи вище очей і шиї вниз до сечостатевої області, розділяє темну спину і світліший живіт. У дорослих особин на голові, спині, спинному плавнику та хвості часто зустрічаються білі рубці та темні плями. Вага при народженні 40–50 кг, а вага дорослої особини становить 230–250 кг.

## Історія життя
Парування та отелення відбувається цілий рік. Період вагітності триває 10–12 місяців, лактація може тривати понад 2 роки, а інтервал між отеленнями може становити 3 роки. Особини можуть жити щонайменше 30 років. Вчені вивчали дельфінів протягом 17 років, перш ніж нарешті прийшли до висновку, що S. sahulensis є окремим видом у межах роду Sousa. Саме ДНК виявилася найбільш корисною для визначення його класифікації. Генетичний аналіз виявив 7 унікальних основ мітохондріальної ДНК і одну основу ядерної ДНК, що підтверджує статус нового виду.

## Їжа та нагул
Відомо, що ці дельфіни ловлять звичайну їжу, їдять різноманітну прибережно-лиманну та рифову рибу. Харчування може відбуватися в різноманітних біотопах (мангрові зарості, лимани з піщаним дном, луки з морською травою та прибережні коралові рифи), і в ньому беруть учать тварини, розосереджені на великих територіях, або тісними групами, які націлюються на локальну здобич. Іноді можна побачити, як ці морські ссавці переслідують рибу на мілководді та кидаються на берег, щоб зловити здобич.

## Збереження та управління
Глобальної оцінки чисельності популяції не існує, але субпопуляції оцінюються в кілька сотень особин. Через своє прибережне поширення австралійські горбаті дельфіни вразливі до різноманітних загроз, включаючи випадковий вилов зябровими сітками та сітками для акул, встановлених для захисту тих, хто купається, втрату та деградацію середовищ існування, зіткнення з суднами, забруднення та зміну клімату. З офіційною назвою виду новий австралійський дельфін матиме більше шансів отримати спеціальний режим збереження.

## Поведінка
Австралійські горбаті дельфіни, як і індоокеанські горбаті дельфіни харчуються косяками.
Вони, як правило, сором’язливі та невловимі та прагнуть триматися на відстані від човнів. Було помічено, що горбаті дельфіни демонструють шлюбні залицяння з австралійськими кирпатими дельфінами (O. heinsohni).

## Дивіться також
- Список китоподібних

## Зовнішні посилання
Вікісховище має мультимедійні дані за темою: Sousa sahulensis